# Василий Медноръки
Василий Медноръки (на гръцки: Βασίλειος ὁ Χαλκόχειρ) е византийски бунтовнически лидер, активен във Витиния през 20-те и 30-те години на X век.

## Биография
Василий е родом от Македония, под което вероятно се разбира тема Македония. През 20-те години на Х век в тема Опсикион в историческата област Витиния той привлича много последователи, представяйки се за убития по време на преврат в 913 г. генерал Константин Дука. Арестуван е обаче от местните турмархи, който го отвеждат в Константинопол, където е осъден от префекта (епарха) да му бъде отрязана едната ръка.
След като се завръша в Опсикион, си създава сам ръка от мед, държаща голям меч, събира около себе си бедни хора и ги повежда на въстание. В началото бунтовниците завземат крепостта Платея Петра и я превръщат в свой щаб, като там събират плячката от нападенията си по околните земи. Когато въстанието в крайна сметка е потушено от имперските войски, Василий е изпратен пак в Константинопол. Там той обвинява няколко висшестоящи в съучастие във въстанието, но тези твърдения се оказват лъжливи. След това той бива изгорен на клада на Амастрийския форум в града. Въстанието, датирано откъм 928 г. до ок. 932 г., се разглежда от историците като един от основните мотиви за земеделската реформа, която император Роман Лакапин (упр. 920-944 г.) провежда през 934 г.